# Maniac Chase
Maniac Chase  é um filme mudo americano de 1904, dirigido por Edwin S. Porter.